# Volon
Volon est une commune française située dans le département de la Haute-Saône, la région culturelle et historique de Franche-Comté et la région administrative Bourgogne-Franche-Comté.

## Géographie

### Hydrographie
- Ruisseau la Bonde.

### Climat
Pour des articles plus généraux, voir Climat de la Bourgogne-Franche-Comté et Climat de la Haute-Saône.
En 2010, le climat de la commune est de type climat des marges montargnardes, selon une étude du Centre national de la recherche scientifique s'appuyant sur une série de données couvrant la période 1971-2000. En 2020, Météo-France publie une typologie des climats de la France métropolitaine dans laquelle la commune est dans une zone de transition entre le climat océanique altéré et le climat océanique altéré et est dans la région climatique  Lorraine, plateau de Langres, Morvan, caractérisée par un hiver rude (1,5 °C), des vents modérés et des brouillards fréquents en automne et hiver. 
Pour la période 1971-2000, la température annuelle moyenne est de 10,2 °C, avec une amplitude thermique annuelle de 17,4 °C. Le cumul annuel moyen de précipitations est de 922 mm, avec 12,1 jours de précipitations en janvier et 9 jours en juillet. Pour la période 1991-2020, la température moyenne annuelle observée sur la station météorologique de Météo-France la plus proche, « Combeaufontaine », sur la commune de Combeaufontaine à 16 km à vol d'oiseau, est de 10,7 °C et le cumul annuel moyen de précipitations est de 1 044,0 mm. 
La température maximale relevée sur cette station est de 41 °C, atteinte le 25 juillet 2019 ; la température minimale est de −26 °C, atteinte le 6 janvier 1985,,. 
Les paramètres climatiques de la commune ont été estimés pour le milieu du siècle (2041-2070) selon différents scénarios d'émission de gaz à effet de serre à partir des nouvelles projections climatiques de référence DRIAS-2020. Ils sont consultables sur un site dédié publié par Météo-France en novembre 2022.

## Urbanisme

### Typologie
Au 1er janvier 2024, Volon est catégorisée commune rurale à habitat dispersé, selon la nouvelle grille communale de densité à sept niveaux définie par l'Insee en 2022.
Elle est située hors unité urbaine et hors attraction des villes,.

### Occupation des sols
L'occupation des sols de la commune, telle qu'elle ressort de la base de données européenne d’occupation biophysique des sols Corine Land Cover (CLC), est marquée par l'importance des territoires agricoles (80,2 % en 2018), une proportion identique à celle de 1990 (80,2 %). La répartition détaillée en 2018 est la suivante : 
terres arables (68,8 %), forêts (15,2 %), prairies (11,4 %), zones urbanisées (4,6 %). L'évolution de l’occupation des sols de la commune et de ses infrastructures peut être observée sur les différentes représentations cartographiques du territoire : la carte de Cassini (XVIIIe siècle), la carte d'état-major (1820-1866) et les cartes ou photos aériennes de l'IGN pour la période actuelle (1950 à aujourd'hui).

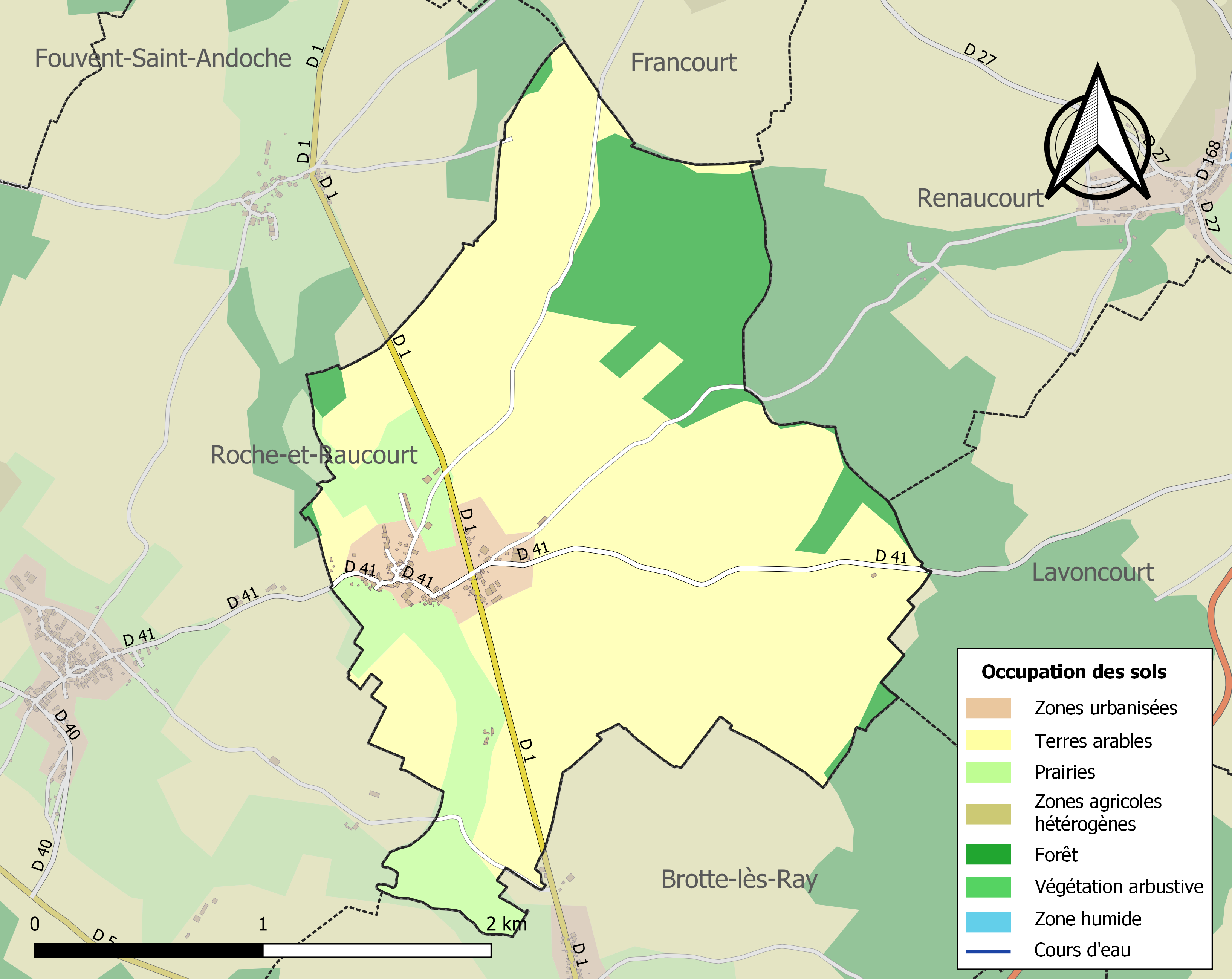
Carte des infrastructures et de l'occupation des sols de la commune en 2018 (CLC).

## Histoire
En 1385, identification de la seigneurie de Volon du fief de Beatrix de Volon par Joffroy de St Rémy.
En 1391, Jean de Vergy indique le fief de Jean de Volon et le fief de Parcot, fils d'Aymonin de Volon dans la baronnie de Fouvent (les Vergy étant sires de Fouvent).
En 1450, le sous-fief de Volon est vendu à Nicolas de Saint Andoche et Jeanne de Savoisy dont la fille épousa Claude de Beaujeu. Volon fut légué à François de Beaujeu, seigneur de Chazeuil et de Jauge puis passa ensuite dans la famille de Grachaut.
En 1736, Jean François Joseph d'Emskerque vendit à Ferdinand Logre, conseiller maître à la cour des comptes de Dôle, la seigneurie de Volon relevant de la baronnie de Fouvent.

## Politique et administration

### Rattachements administratifs et électoraux
La commune fait partie de l'arrondissement de Vesoul du département de la Haute-Saône, en région Bourgogne-Franche-Comté. Pour l'élection des députés, elle dépend de la première circonscription de la Haute-Saône.
Elle fait partie depuis 1801 du canton de Dampierre-sur-Salon. Dans le cadre du redécoupage cantonal de 2014 en France, le territoire de ce canton s'est accru, passant de 29 à 50 communes.

### Intercommunalité
La commune fait partie de la communauté de communes des quatre rivières, intercommunalité créée en 1996.

### Liste des maires
| Période                                  | Période                   | Identité            | Étiquette | Qualité                                    |
| ---------------------------------------- | ------------------------- | ------------------- | --------- | ------------------------------------------ |
| Les données manquantes sont à compléter. |                           |                     |           |                                            |
| en 1891                                  |                           | François Richebourg |           |                                            |
| Les données manquantes sont à compléter. |                           |                     |           |                                            |
| mars 2001                                | 2014                      | Denise Colas        |           |                                            |
| mars 2014                                | En cours (au 7 juin 2016) | Jérôme Favret       |           | Technicien logistique à PSA Peugeot Vesoul |

## Démographie
L'évolution du nombre d'habitants est connue à travers les recensements de la population effectués dans la commune depuis 1793. Pour les communes de moins de 10 000 habitants, une enquête de recensement portant sur toute la population est réalisée tous les cinq ans, les populations de référence des années intermédiaires étant quant à elles estimées par interpolation ou extrapolation. Pour la commune, le premier recensement exhaustif entrant dans le cadre du nouveau dispositif a été réalisé en 2008.

En 2022, la commune comptait 57 habitants, en évolution de −6,56 % par rapport à 2016 (Haute-Saône : −1,4 %, France hors Mayotte : +2,11 %).
| 1793 | 1800 | 1806 | 1821 | 1831 | 1836 | 1841 | 1846 | 1851 |
| ---- | ---- | ---- | ---- | ---- | ---- | ---- | ---- | ---- |
| 214  | 201  | 210  | 190  | 216  | 215  | 201  | 191  | 202  |

| 1856 | 1861 | 1866 | 1872 | 1876 | 1881 | 1886 | 1891 | 1896 |
| ---- | ---- | ---- | ---- | ---- | ---- | ---- | ---- | ---- |
| 215  | 206  | 174  | 159  | 176  | 150  | 153  | 130  | 108  |

| 1901 | 1906 | 1911 | 1921 | 1926 | 1931 | 1936 | 1946 | 1954 |
| ---- | ---- | ---- | ---- | ---- | ---- | ---- | ---- | ---- |
| 110  | 106  | 103  | 92   | 91   | 96   | 111  | 105  | 106  |

| 1962 | 1968 | 1975 | 1982 | 1990 | 1999 | 2006 | 2008 | 2013 |
| ---- | ---- | ---- | ---- | ---- | ---- | ---- | ---- | ---- |
| 83   | 83   | 63   | 56   | 73   | 70   | 70   | 70   | 66   |

| 2018 | 2022 | - | - | - | - | - | - | - |
| ---- | ---- | - | - | - | - | - | - | - |
| 59   | 57   | - | - | - | - | - | - | - |

### Économie
- Agriculture.

## Culture locale et patrimoine

### Lieux et monuments
- Église du XVIIIe siècle qui abrite un retable inscrit à l'inventaire supplémentaire des monuments historiques.
- Demeure aristocratique du XVIIIe siècle construite en 1771 pour un dénommé Jacques Drouhot, colonel de hussards, chevalier de l'ordre de Saint Louis, né le 12 juillet 1741 à Gray (Haute Saône)[20], sur les restes d'une maison forte du Moyen Âge, ancienne possession du monastère Saint-Servule de Morey. La particularité de la bâtisse réside dans la toiture dite à la Mansart.
- Cénotaphe élevé à la mémoire d'un passager du Titanic. D'après les recherches de René Lejay, le passager du Titanic était un dénommé René Pernot né le 09 septembre 1872 à Brotte-les-Ray. Fils de François Pernot, charron forgeron et Célestine Royer, il était devenu le chauffeur du milliardaire américain Benjamin Guggenheim par le biais de Mme Aubard, parisienne fortunée. Il disparut durant le voyage inaugural le 14 avril 1912 laissant une femme et deux enfants domiciliés à Auteuil 4, impasse Boileau[21].
- anciennes carrières ouvertes au lieu-dit « Carrière des Oudelins » : extraction de pierre de très bonne qualité de type calcaires coralliens (7e groupe) étage géologique: 2e étage jurassique, dit Kimmeridge-Clay des Anglais

### Personnalités liées à la commune
- Jean Michel Claude Richard (1787-1868), botaniste né à Volon Le 15 août 1787 naissait à Volon, Jean Michel Claude Richard. Son père, Charles, était manouvrier et sa mère Elisabeth Maitrejean originaire d’Auvet. Ses parents s’étaient mariés à Volon le 18 janvier 1784 alors que son père avait déjà 36 ans et sa mère 27.

Il s’agissait donc d’une famille très modeste et rien ne laissait présager du destin particulier qui attendait leur jeune enfant. A 17 ans, il part à Dijon pour faire son apprentissage de jardinier pendant 4 ans, chez Mr Saussier, pépiniériste.
En 1806, il travaille à Paris, pour les établissements de J.M. Cels tout en poursuivant ses études au Muséum d’histoire naturelle. C’est là qu’il est remarqué par Napoléon 1er qui le nomme le 1er février 1812, jardinier des pépinières impériales de Rome.
Revenu à Paris sous la Restauration, il est envoyé en 1816, par le gouvernement royal, au Sénégal. Il n’a alors que 29 ans et il est nommé jardinier en chef. Il embarque en même temps que le gouverneur Julien Schmaltz, mais, heureusement pour lui, il voyage à bord de La Loire et non sur La Méduse comme Schmaltz qui fut l’un des rescapés de ce naufrage célèbre. En 1822, un nouveau commandant et administrateur du Sénégal et dépendances est nommé par le Roi, le baron Roger. L’homme est passionné par l’agriculture et il confie à Jean Michel Claude Richard la création d’un jardin botanique sur la rive gauche du fleuve Sénégal près du village de Ndiao. Celui-ci fera en sorte d’y acclimater des espèces nouvelles : bananiers, maniocs, orangers, goyaviers, canne à sucre et caféiers. En témoignage de sa confiance, le 16 avril 1822 il décide de donner à ce jardin le nom de Richard-Toll (toll signifie « jardin » en wolof), que portera la ville par la suite. Elle a longtemps été un centre administratif colonial. Entre 1822 et 1827, le baron Jacques-François Roger, gouverneur du Sénégal, s'y est fait construire un véritable château. En 2007 la ville comptait plus de 50 000 personnes, elle s’est développée grâce à la culture du sucre et du riz.
En février 1824 Richard est envoyé à Cayenne, avec pour mission de rapporter tous les végétaux utiles.
```
Après un bref retour en France il arrive à l’île Bourbon (ile de la Réunion) en 1831, où il succède à Nicolas Bréon au poste de directeur du jardin que l’on appelle alors Jardin du Roi. C’est à cette époque que sont  introduites  3 000 espèces de plantes tout spécifiquement les cryptogames, les fougères et les orchidées. Il aurait par ailleurs envoyé des lichens de l’île Maurice au spécialiste allemand Ferdinand Christian Gustav Arnold (1828-1901). De nombreuses espèces encore présentes dans l’actuel Jardin de l'État de Saint-Denis de La Réunion. Le botaniste tient un journal de ses expériences et bientôt correspond avec les meilleurs botanistes de son époque. Chargé dès le 30 juillet 1824 d’élaborer une flore, il collabore avec des spécialistes du Muséum pour créer un véritable catalogue des espèces présentes dans le jardin botanique. Ses herbiers de référence sont toujours conservés au Musée de Saint Denis de la Réunion et plusieurs espèces portent son nom. Il publie en 1856, le Catalogue des végétaux cultivés au Jardin du Gouvernement qui est une synthèse de tous ses travaux.
```

En 1841, lorsque le jeune esclave de douze ans Edmond Albius (1829-1880) découvre le procédé de fécondation artificielle de la vanille, Jean Michel Claude Richard prétend le lui avoir enseigné trois ou quatre ans plus tôt pour s’en attribuer tous les honneurs… 
En 1844, Richard est chargé d’étudier et de trouver un traitement pour endiguer la maladie qui décime les plantations de canne à sucre, ce qu’il mène à bien permettant la poursuite de la culture.
Antoine Roussin présente dans « l'Album de la Réunion", un portrait de Jean-Michel-Claude Richard (1783-1869), directeur du jardin de l'Etat :
« Il est né en Haute-Saône et est un expert en aménagement du paysage. Il succède donc à Nicolas Breon en tant que directeur du Jardin Colonial en 1831. Il y introduit plusieurs milliers de plantes, rénove le jardin, s'oppose contre la nouvelle vocation du jardin comme lieu de promenade et signe des études sur les orchidées avant de mourir à Saint-Denis.
Louis Laurent Simonin a connu Jean-Michel Richard pendant son séjour à La Réunion en 1861. Voici ce qu'il rapporte à son propos : " La rue de Paris se termine par le jardin botanique ou jardin du roi, comme on l'appelle encore. Je le visitai en compagnie du directeur de l'établissement, M. Richard. Toutes les plantes s'y trouvent rangées par familles, et l'étude en est aussi facile qu'agréable. Le bon M. Richard a été directeur, sous le Premier Empire, des pépinières de Saint-Cloud. Il a ensuite établi les pépinières coloniales de Cayenne et du Sénégal où il a fondé Richard-Toll. Il partit pour le Sénégal sur le navire qui allait de conserve avec la Méduse. Une jeune femme, qu'il a plus tard épousé, se trouvait-elle même sur le fameux navire, et elle est à cette heure une des dernières personnes qui aient survécu au terrible naufrage. Envoyé à La Réunion, M. Richard y a introduit des espèces tropicales nouvelles, entre autres le palmier de Cayenne. Notre botaniste est un de ces vieux savants qui ont beaucoup vu et surtout beaucoup retenu. Sa conversation est pleine de verve et je dois à ce charmant conteur nombre d'anecdotes [...] "
```
On apprend donc qu’il avait épousé Caroline Rose Picard (1801-1881), le 31 mai 1820 à St Louis du Sénégal devant leurs témoins : Sébastien Auguste Raymond Quiné âgé de 35 ans, chirurgien , Jean Dard âgé de 31 ans, Directeur de l'Ecole d'Enseignement mutuel, François Thomas âgé de 48 ans, employé du Gouvernement et Félix Auguste Champvert âgé de 25 ans, pharmacien. 
```

Ils ont eu plusieurs enfants dont Edmée Caroline, Aglaé Caroline et Charles, bibliothécaire, qui est témoin sur l’acte de décès de sa mère.
Jean Michel Claude Richard est mort le 27 décembre 1868, à Saint Denis de la Réunion ; il avait plus de 80 ans. Le natif de Volon, après avoir identifié de nombreuses plantes a obtenu la reconnaissance du monde des botanistes et est passé à la postérité.
Son acte de décès a été transcrit sur le registre d’état civil de Volon. (ci-après)
Voyage à l'île de la Réunion (Ile Bourbon) ; par M. L. Simonin ; Hachette et Cie ; 1862 ; p. 150 
Le Grand livre de l'histoire de la Réunion ; Daniel Vaxelaire ; préf. d'Edmond Maestri et Alain-Marcel Vauthier ; Orphie ; 1999 ; p. 430
- Jacques Drouhot (12 juillet 1741 à Gray- 19 octobre 1820 à Volon) En 1779, il est fait capitaine dans les dragons de Nassau, puis dans les volontaires de la Marine. Il fait avec ce corps, la campagne de Jersey, en 1779 puis celle d'Amérique de 1780 à1783 dans l'armée de Rochambeau. Capitaine à Lauzun-hussards en 1785, il en devient lieutenant colonel en 1792. Nommé en 1793 colonel du 6e Chasseurs à cheval, il est ensuite emprisonné sous la Terreur jusqu'à la mort de Robespierre. Il obtint sa retraite en 1796 et fut maire de Volon de 1800 à 1813. Il était chevalier de l'ordre militaire de Saint Louis depuis 1791.
- Pierre Nicolas Drouhot (29 juin 1772 à Volon - 25 juillet 1817 à Gray). Fils de Jacques Drouhot. Il entre en 1782, au régiment des hussards étrangers, à l'âge de 10 ans. Cadet gentilhomme au régiment Lauzun-hussards à 11 ans, sous lieutenant puis capitaine en 1792, chef d'escadron en 1793, adjudant général en l'an II et adjudant colonel en l'an IV. Il est fait chevalier de la légion d'honneur à la création de cet ordre en l'an XIII, puis officier. Il reçoit ensuite le titre de chevalier de l'empire en 1810. Le général Moreau fut le parrain de son second fils. Outre la guerre d'Amérique qu'il fit à 10 et 11 ans en 1782 et 1783, il fit les campagnes des armées du Rhin et d'Italie, ainsi que celles d'Autriche et de Pologne. De 1809 à 1813, il fut chef d'état major du Duc de Valmy puis du général baron Marulaz, gouverneur de la 6e division militaire à Besançon. Il prit sa retraite en 1813 à Volon et mourut à Gray le 29 juillet 1817.